# Калиновська-Доктор Наталія Євгенівна
Наталія Євгенівна Калиновська, у шлюбі Калиновська-Доктор (17 (29) серпня 1884, Київ — після 1918) — оперна та концертно-камерна співачка (сопрано).

## Життєпис
Народилась в м. Київ. Закінчила Музично-драматичну школу М. Лисенка (1900—1903, клас Марії Зотової). 1903—1904 та 1907—1908 — солістка Київської опери, 1906—1907 — оперної трупи Народного дому в Санкт-Петербурзі, 1908—1918 — Великого театру в Москві. Мала красивий голос широкого діапазону, рівний в усіх регістрах. Особливо відзначалася як виконавиця вагнерівського репертуару. Співала також мецо-сопранові партії.
Партії: Ольга, Поліна («Євгеній Онєгін», «Пікова дама» Петра Чайковського), Сабурова («Царева наречена» Максима Римського-Корсакова), Солоха («Черевички» Петра Чайковського), Зіглінда, Фрейя, Гутруна («Валькірія», «Золото Рейна», «Загибель богів» Ріхарда Вагнера).
Була блискучою інтерпретаторкою української музики. Приятелювала з Миколою Лисенком, 1903 приїздила на відкриття пам'ятника Іванові Котляревському в Полтаві (виконувала сольну партію в кантаті Миколи Лисенка «На вічну пам'ять Котляревському»). Була активною діячкою московського музично-драматичного товариства «Кобзар», на його концертах виступала з творами Миколи Лисенка. Брала участь у ювілейному Шевченківському концерті в Москві (1911). 1915 з великим успіхом співала партію Оксани («Запорожець за Дунаєм» Семена Гулака-Артемовського) на сцені Великого театру.
1918, очевидно, емігрувала. Подальша доля невідома.